# ブルーノ・クライスキー
ブルーノ・クライスキー（Bruno Kreisky、1911年1月22日 - 1990年7月29日）は、オーストリアの政治家。初のユダヤ人のオーストリア首相（1970年 - 1983年）。オーストリア社会党（現在のオーストリア社会民主党）党首。

## 経歴

### 生い立ち
クライスキーの一家は祖父の代にモラヴィアから移住した。ブルーノはウィーンで衣類製造業者の息子として生まれた。15歳でオーストリア社会民主労働党の青年組織に参加し、ウィーンの大学で法律を学びながら政治活動を行った。

### 反政府活動と亡命
1934年の2月事件の後、社会民主労働党がエンゲルベルト・ドルフースの独裁政治によって禁止され、クライスキーは非合法の反ファシスト活動に参加した。彼は1935年1月に逮捕され、大逆罪の有罪判決を受けた。しかし1936年6月に釈放される。
1938年3月にナチス党政権下のドイツがオーストリアを併合すると、クライスキーは9月にスウェーデンへ亡命し、第二次世界大戦下にストックホルム協同組合協会に勤務（1939年 - 1946年）、同地で社会福祉・中立外交を学ぶ。この時にドイツから逃れてきていたヴィリー・ブラントと知り合う。後に2人は、ほぼ同じ時期にドイツ語圏で社会民主主義政権を担うことになる。1942年、ヴェアラ・フースと結婚した。 

### 政界
クライスキーは1946年5月にオーストリアへ帰国した。しかし、すぐに駐スウェーデン・オーストリア公使館員に任命され、ストックホルムに戻り北欧諸国との関係改善に努めた。1951年に帰国し、テオドール・ケルナー大統領はクライスキーを首席補佐官および政治顧問に任命した。1953年にはオーストリアの外務次官に任命される。同職在任中、1955年の条約調印に参加し、オーストリアの戦勝4ヶ国による占領が終了、オーストリアは永世中立国として独立を回復した。
クライスキーは1956年に社会党（上述の社会民主労働党の後身）から国民議会議員に選出された。彼はブルーノ・ピッターマン、フェリックス・スラヴィクおよびフランツ・オレーアと共に党代表に選任され、党中央指導部の主要メンバーとなった。1959年7月、ユリウス・ラーブ首相の連立内閣において外務大臣に任命される。クライスキーは欧州自由貿易連合の結成に指導的な役割を果たし、イタリアとの南部チロル問題解決を支援し、第三世界の国々のための「マーシャル・プラン」を提案した。 

### オーストリア首相
ヨセフ・クラウスのオーストリア国民党 (ÖVP) が国民議会において絶対多数を勝ち取り、クライスキーは1966年に辞任した。1967年2月、彼は社会党党首に選出される。1970年4月の選挙で社会党は多くの議席を勝ち取り、クライスキーは社会党初の首相に就任した。クライスキーはまた、オーストリア初のユダヤ人首相であった。1971年10月に総選挙を実施し、社会党は絶対多数を勝ち取った。1975年と1979年の選挙においても勝利を獲得した。
クライスキー内閣では、彼は親密な同盟者である法務大臣のクリスチャン・ブローダと共に、保守的カトリックの伝統を持つオーストリアで自由主義改革の政策を追求した。彼はオーストリアの家族法と刑務所を改正し、中絶と同性愛を合法化した。しかし、彼はカトリック教会とオーストリア社会主義運動の間の溝を埋めるように努力し、ウィーンの当時の大司教フランツ・ケーニヒと協力した。さらに彼は、兵役義務期間を9か月から6か月へ短縮した。雇用者の利点は拡大され、週労働時間は40時間まで短縮された。また、女性の機会均等に関する法律が可決された。クライスキーの政府は、国内のスロベニア人およびクロアチア人といった少数派の言論の自由を保証した。1974年のオイルショックに続いて、クライスキーは石油依存の割合を縮小させるため原子力開発を承認したが、この政策は1978年に行われた国民投票で廃案となった。
クライスキーは国際関係改善に大きな役割を果たした。南北の対話を促進し、旧知のヴィリー・ブラントやオロフ・パルメのようなヨーロッパにおける「社会民主主義」の代表的リーダーと共に平和と開発を推し進めた。1955年の条約はオーストリアの欧州連合加盟を妨げたが、彼はヨーロッパの統合を支援した。オーストリアは東西の架け橋となり、ウィーンは米ソの戦略軍備制限交渉の初期の舞台となった。また、自身が国連事務総長就任を後押ししたクルト・ヴァルトハイムと協力してウィーン国際センターの建設や国際連合ウィーン事務局の設置の計画を推進するなど、中立外交政策を展開し、注目された。
クライスキーは、ユダヤ人が直面した問題の解決策としてのシオニズムに反対した。彼はアンワル・サダトやムアンマル・カダフィのようなアラブのリーダーとの友好関係を築いた。また、1980年にオーストリアはパレスチナ解放機構との関係を確立した。クライスキーはイスラエルとアラブ間の仲裁の役割を果たすため、ヨーロッパのユダヤ人社会主義者としての彼の地位を利用しようとした。しかし、多くのユダヤ人およびイスラエル人は彼を反逆者と見なした。彼はイスラエル首相ゴルダ・メイアと論争的な関係にあった。彼は自身を「ヨーロッパに於いてゴルダ・メイアが脅迫できないただ一人の政治家」であると以前語った。結局、彼の仲裁の努力はほとんど達成できなかった。
クライスキーはもう1人の著名なオーストリアのユダヤ人で、元ナチス党員およびドイツ軍戦犯のハンターとして知られたサイモン・ヴィーゼンタールと緊張した関係にあった。1970年のクライスキー内閣で4人の閣僚が「ナチ党員」の過去を持っているとヴィーゼンタールが主張した時、クライスキーはヴィーゼンタールが「オーストリアが反ユダヤであると世界に伝えるために生きていた。他に彼は何をした?」と言った。ヴィーゼンタールは「クライスキーはナチズムとユダヤ主義とのノイローゼ的関係を持っている」と反論した。クライスキーのユダヤ人の問題に対する曖昧な姿勢にもかかわらず、1970年代全体にわたってオーストリアはイスラエルおよび西ヨーロッパに向けてソ連を脱出するユダヤ人のための通過点だった。 
1976年に、人権分野の顕著な業績のためのブルーノ・クライスキー財団がクライスキーの65歳の誕生日に設立された。ブルーノ・クライスキー人権賞は2年ごとに、人権分野で国際的に大きな業績を挙げた人物に与えられる。
弁論家として、そしてメディアに現れるときの外観まで、クライスキーは自然体であった。1970年代にオーストリア国営テレビは総選挙前にテレビ討論を放送し、クライスキーは高度に知的で当意即妙の返答を即座に行い、討論相手の保守党首脳陣に容易に勝利したと見なされた。彼はインタビューにおいて、事前に用意された原稿ではなく自身の機知を頼り、言葉に迷うことはなかった。

### 辞任と死去
クライスキーは1981年に70歳になり、有権者はクライスキーの自己満足および国際問題への没頭に反発していた。1983年4月の選挙で社会党は国民議会における絶対多数を失う。クライスキーは少数派内閣の組閣を断わり、後継者に教育大臣のフレート・ジノヴァツを指名して辞職した。彼は健康を害し、1984年に緊急の腎臓移植を受けた。晩年、クライスキーは社会党の名誉会長として、時折党において苦言を述べた。彼は1990年7月にウィーンで死去した。

## 評価
今日、クライスキーの首相職は論争の主題となっている。かつての支持者の多くは、クライスキーを古い最後の社会主義者と見なし、生活水準が著しく上昇し、国家の福祉政策が最高潮に達し、国家基金プログラムが機会を均等に与え、労働者階級の子弟が高等教育を受けることができるようになった彼の施策を郷愁に誘われて振り返る。これらの施策の全ては未来に対する反映および楽観論に帰結する。
他方では、保守主義者がクライスキーの赤字財政支出の政策を批判する。その政策の問題点は1979年の選挙運動中に彼が行った「人々が解雇されるのを見るより国が大きな負債を負う方が良い」というコメントに端的に表れている。彼らは、オーストリアの後の経済危機にクライスキーが責任を負うと考えている。